# Pririt molitor
Pririt molitor
Espèce
Statut de conservation UICN

 LC  : Préoccupation mineure
Batis molitor, le Pririt molitor, est une espèce de passereaux de la famille des Platysteiridae,. 

## Répartition
Cet oiseau se rencontre en Afrique subéquatoriale. Il est notamment présent au Kenya, au Rwanda, en Ouganda, au Mozambique, au Swaziland, et en Afrique du Sud. Il n'est pas commun de le rencontrer en République démocratique du Congo et il est rare au Lesotho.

## Habitat
Cet oiseau fréquente les espaces boisés. Il se rencontre dans les savannes d'acacia, et de combretum, les forêts de vallées et de collines, les broussailles, les vergers, les jardins, les terres agricoles et les plantations. Il a été observé jusqu'à 2 400 m, voir 3 000 m d'altitude en Afrique centrale où il fréquente les forêts montagnardes ouvertes.

## Description
Ce petit oiseau mesure de 12 à 13 cm de longueur pour une masse d'environ 8 à 14 g.
Batis molitor ressemble à un gobemouche. Trappu et très actif, il est gris, noir et blanc, avec un masque facial, un œil jaune, un court sourcil blanc et une bande d'aile blanche. Cette espèce présente un dimorphisme sexuel. Le dessous est blanc avec une large bande pectorale, noire chez le mâle et châtain marron avec des taches châtain marron sur la gorge chez la femelle. Les jeunes sont semblables à la femelle mais tachetés au-dessus avec la bande pectorale, la bande d'aile et le sourcil fauve.

### Le mâle
Les mâles ont le sommet de la tête et le manteau variant du gris clair au gris foncé avec absence ou présence marquée d'une suffusion variable de bleu-noir brillant. Les lores sont blancs et peuvent se prolonger sous la forme d'un sourcil blanc très fin, allant jusqu'au-dessus de l'œil. Le sourcil blanc peut être cependant absent. La bande pectorale, de largeur variable, est bleu-noir brillant. Les primaires peuvent avoir ou non un bord blanc étroit sur la bande externe, les secondaires ont toujours un large bord blanc par rapport à la bande externe.

### La femelle
Les femelles ont le haut de la tête et le manteau gris, variant du clair au foncé. La bande pectorale est rousse et varie quelque peu en intensité. Une tache distincte de rouille sur la gorge est séparée de la bande pectorale par une large bande de couleur blanche. Les autres caractéristiques du plumage sont similaires à celles du mâle.

## Comportement

### Alimentation
Batis molitor se nourrit principalement dans les arbres. Il capture également des insectes dans les airs et descend parfois au sol. Il maintient les proies de grande taille avec une patte contre une branche pour les dépecer. D'autres grandes proies sont frappées contre une branche. Batis molitor peut pendre à l'envers comme une mésange. Il recherche souvent sa nourriture en groupes.
Il se nourrit d'arthropodes, principalement des insectes et leurs larves et surtout des papillons de nuit et des chenilles. On compte dans son régime alimentaire des diptères comme les mouches, des hyménoptères comme les guêpes et les fourmis, des coléoptères, des orthoptères comme de petites sauterelles et des isoptères comme les termites. De petits lépidoptères comme les chenilles et les papillons nocturnes ainsi que des araignées sont donnés aux oisillons.

### Chant
Le répertoire de Batis molitor se compose de sifflements répétés, de notes criardes et de claquement de bec.

### Reproduction

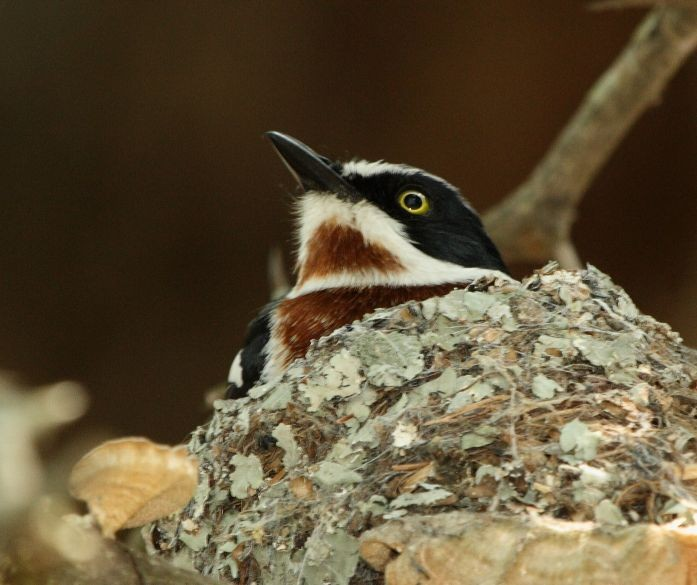
Femelle au nid

Batis molitor construit principalement son nid dans les buissons épineux ou les arbres. La fécondité des couples, constitués pour au moins 3 ans, est de 0,65 oisillon par paire et par an. Les couples n'ont qu'une seule couvée à moins que l'éclosion n'échoue ou que les poussins ne disparaissent. Dans ce cas, un nouveau nid est construit. Les parents nourrissent principalement de papillons de nuit et de chenilles leurs oisillons. Les oisillons plus âgés sont nourris plus souvent que les plus jeunes mais cette tendance s'inverse pour les jeunes oiseaux qui commencent à voler.

## Parasites
Batis molitor est parasité, comme de nombreux oiseaux dans toutes les régions du monde, par des Rhinonyssidae, acariens parasites hématophages comme Sternostoma batis Fain, 1957 qui vivent dans les cavités nasales des oiseaux.

## Systématique
Batis molitor a été décrit par le zoologiste allemand Heinrich Carl Küster en 1836 sous le protonyme Muscicapa molitor.

### Publication originale
- Küster, H. C. 1836. Inhalt der XX Lieferung (Pl. 2). Voegel aus Asien, Afrika, Amerika, und Neuholland. Herausgegeben in Abbildungen nach der Natur mit Beschreibungen. Nürnberg. (texte -  planche 2)

## Sous-espèces
Cette espèce comporte quatre sous-espèces:
- Batis molitor molitor (Küster, 1836) (Sud du Mozambique, Swaziland, Est de l'Afrique du Sud)[3]
- Batis molitor pintoi Lawson, 1966 (Gabon, Centre de l'Angola, Nord Ouest de la Zambie)[3]
- Batis molitor puella Reichenow, 1893 (Sud Soudan, Nord Est de la République Démocratique du Congo, Kenya, Nord de la Tanzanie)[3]
- Batis molitor palliditergum Clancey, 1955 (Sud de l'Angola, Sud Est de la République Démocratique du Congo, Namibie, Botswana, Nord de l'Afrique du Sud)[3]